# 2017-es WEC Fuji 6 órás verseny
| Pályarajz | Pályarajz               | Pályarajz                                          |
| --------- | ----------------------- | -------------------------------------------------- |
|           |                         |                                                    |
| Győztesek |                         |                                                    |
| Kategória | Csapat                  | Versenyzők                                         |
| LMP1      | #8 Toyota Gazoo Racing  | Anthony Davidson Sébastien Buemi Nakadzsima Kazuki |
| LMP2      | #31 Vaillante Rebellion | Julien Canal Nicolas Prost Bruno Senna             |
| LMGTE Pro | #51 AF Corse            | James Calado Alessandro Pier Guidi                 |
| LMGTE Am  | #54 Spirit of Race      | Thomas Flohr Francesco Castellacci Miguel Molina   |

A 2017-es WEC Fuji 6 órás verseny a Hosszútávú-világbajnokság 2017-es szezonjának hetedik futama volt, amelyet október 13. és október 15. között tartottak meg. A fordulót Anthony Davidson, Sébastien Buemi és Nakadzsima Kazuki triója nyerte meg, akik a hibridhajtású Toyota Gazoo Racing csapatának versenyautóját vezették.

## Időmérő
A kategóriák leggyorsabb versenyzői vastaggal vannak kiemelve.
| Poz. | Kategória | Csapat                        | Átlagidő | Különbség | Rajthely |
| ---- | --------- | ----------------------------- | -------- | --------- | -------- |
| 1.   | LMP1      | #2 Porsche LMP Team           | 1:35,160 |           | 1        |
| 2.   | LMP1      | #1 Porsche LMP Team           | 1:35,231 | +0,071    | 2        |
| 3.   | LMP1      | #8 Toyota Gazoo Racing        | 1:35,355 | +0,195    | 3        |
| 4.   | LMP1      | #7 Toyota Gazoo Racing        | 1:36,630 | +1,470    | 4        |
| 5.   | LMP2      | #13 Vaillante Rebellion       | 1:44,196 | +9,036    | 5        |
| 6.   | LMP2      | #31 Vaillante Rebellion       | 1:44,925 | +9,765    | 6        |
| 7.   | LMP2      | #38 Jackie Chan DC Racing     | 1:45,078 | +9,918    | 7        |
| 8.   | LMP2      | #36 Signatech Alpine Matmut   | 1:45,927 | +10,767   | 8        |
| 9.   | LMP2      | #37 Jackie Chan DC Racing     | 1:46,109 | +10,949   | 9        |
| 10.  | LMP2      | #26 G-Drive Racing            | 1:46,205 | +11,045   | 10       |
| 11.  | LMP2      | #25 CEFC Manor TRS Racing     | 1:47,354 | +12,194   | 11       |
| 12.  | LMP2      | #24 CEFC Manor TRS Racing     | 1:47,411 | +12,251   | 12       |
| 13.  | LMGTE Pro | #91 Porsche GT Team           | 1:47,577 | +12,417   | 13       |
| 14.  | LMP2      | #28 TDS Racing                | 1:47,989 | +12,829   | 14       |
| 15.  | LMGTE Pro | #67 Ford Chip Ganassi Team UK | 1:48,018 | +12,858   | 15       |
| 16.  | LMGTE Pro | #66 Ford Chip Ganassi Team UK | 1:48,139 | +12,979   | 16       |
| 17.  | LMGTE Pro | #71 AF Corse                  | 1:48,195 | +13,035   | 17       |
| 18.  | LMGTE Pro | #92 Porsche GT Team           | 1:48,265 | +13,105   | 18       |
| 19.  | LMGTE Pro | #95 Aston Martin Racing       | 1:48,578 | +13,418   | 19       |
| 20.  | LMGTE Pro | #51 AF Corse                  | 1:48,702 | +13,542   | 20       |
| 21.  | LMGTE Pro | #97 Aston Martin Racing       | 1:49,125 | +13,965   | 21       |
| 22.  | LMGTE Am  | #61 Clearwater Racing         | 1:49,408 | +14,248   | 22       |
| 23.  | LMGTE Am  | #77 Dempsey-Proton Racing     | 1:49,734 | +14,574   | 23       |
| 24.  | LMGTE Am  | #98 Aston Martin Racing       | 1:49,784 | +14,624   | 24       |
| 25.  | LMGTE Am  | #86 Gulf Racing UK            | 1:49,866 | +14,706   | 25       |
| 26.  | LMGTE Am  | #54 Spirit of Race            | 1:50,797 | +15,637   | 26       |

## Verseny
A résztvevőknek legalább a versenytáv 70%-át ( kört) teljesíteniük kellett ahhoz, hogy az elért eredményüket értékeljék. A kategóriák leggyorsabb versenyzői vastaggal vannak kiemelve.
| Helyezés | Kategória | #  | Csapat                    | Versenyzők                                              | Kasztni                       | Gumi | Kör | Idő/Hátrány/Kiesés |
| Helyezés | Kategória | #  | Csapat                    | Versenyzők                                              | Motor                         | Gumi | Kör | Idő/Hátrány/Kiesés |
| -------- | --------- | -- | ------------------------- | ------------------------------------------------------- | ----------------------------- | ---- | --- | ------------------ |
| 1.       | LMP1      | 8  | Toyota Gazoo Racing       | Anthony Davidson Sébastien Buemi Nakadzsima Kazuki      | Toyota TS050 Hybrid           | M    | 113 | 4:24:50,950        |
| 1.       | LMP1      | 8  | Toyota Gazoo Racing       | Anthony Davidson Sébastien Buemi Nakadzsima Kazuki      | Toyota 2.4 L Turbo V6         | M    | 113 | 4:24:50,950        |
| 2.       | LMP1      | 7  | Toyota Gazoo Racing       | Mike Conway Kobajasi Kamui José María López             | Toyota TS050 Hybrid           | M    | 113 | +1,498             |
| 2.       | LMP1      | 7  | Toyota Gazoo Racing       | Mike Conway Kobajasi Kamui José María López             | Toyota 2.4 L Turbo V6         | M    | 113 | +1,498             |
| 3.       | LMP1      | 1  | Porsche LMP Team          | Neel Jani Nick Tandy André Lotterer                     | Porsche 919 Hybrid            | M    | 113 | +2,272             |
| 3.       | LMP1      | 1  | Porsche LMP Team          | Neel Jani Nick Tandy André Lotterer                     | Porsche 2.0 L Turbo V4        | M    | 113 | +2,272             |
| 4.       | LMP1      | 2  | Porsche LMP Team          | Timo Bernhard Earl Bamber Brendon Hartley               | Porsche 919 Hybrid            | M    | 112 | +1 kör             |
| 4.       | LMP1      | 2  | Porsche LMP Team          | Timo Bernhard Earl Bamber Brendon Hartley               | Porsche 2.0 L Turbo V4        | M    | 112 | +1 kör             |
| 5.       | LMP2      | 31 | Vaillante Rebellion       | Julien Canal Nicolas Prost Bruno Senna                  | Oreca 07                      | D    | 110 | +3 kör             |
| 5.       | LMP2      | 31 | Vaillante Rebellion       | Julien Canal Nicolas Prost Bruno Senna                  | Gibson GK428 4.2 L V8         | D    | 110 | +3 kör             |
| 6.       | LMP2      | 36 | Signatech Alpine Matmut   | Nicolas Lapierre Gustavo Menezes André Negrão           | Alpine A470                   | D    | 110 | +3 kör             |
| 6.       | LMP2      | 36 | Signatech Alpine Matmut   | Nicolas Lapierre Gustavo Menezes André Negrão           | Gibson GK428 4.2 L V8         | D    | 110 | +3 kör             |
| 7.       | LMP2      | 38 | Jackie Chan DC Racing     | Ho-Pin Tung Oliver Jarvis Thomas Laurent                | Oreca 07                      | D    | 110 | +3 kör             |
| 7.       | LMP2      | 38 | Jackie Chan DC Racing     | Ho-Pin Tung Oliver Jarvis Thomas Laurent                | Gibson GK428 4.2 L V8         | D    | 110 | +3 kör             |
| 8.       | LMP2      | 28 | TDS Racing                | François Perrodo Matthieu Vaxivière Emmanuel Collard    | Oreca 07                      | D    | 110 | +3 kör             |
| 8.       | LMP2      | 28 | TDS Racing                | François Perrodo Matthieu Vaxivière Emmanuel Collard    | Gibson GK428 4.2 L V8         | D    | 110 | +3 kör             |
| 9        | LMP2      | 24 | CEFC Manor TRS Racing     | Matt Rao Ben Hanley Jean-Éric Vergne                    | Oreca 07                      | D    | 110 | +3 kör             |
| 9        | LMP2      | 24 | CEFC Manor TRS Racing     | Matt Rao Ben Hanley Jean-Éric Vergne                    | Gibson GK428 4.2 L V8         | D    | 110 | +3 kör             |
| 10.      | LMP2      | 26 | G-Drive Racing            | Roman Ruszinov Pierre Thiriet James Rossiter            | Oreca 07                      | D    | 110 | +3 kör             |
| 10.      | LMP2      | 26 | G-Drive Racing            | Roman Ruszinov Pierre Thiriet James Rossiter            | Gibson GK428 4.2 L V8         | D    | 110 | +3 kör             |
| 11.      | LMGTE Pro | 51 | AF Corse                  | James Calado Alessandro Pier Guidi                      | Ferrari 488 GTE               | M    | 109 | +4 kör             |
| 11.      | LMGTE Pro | 51 | AF Corse                  | James Calado Alessandro Pier Guidi                      | Ferrari F154CB 3.9 L Turbo V8 | M    | 109 | +4 kör             |
| 12.      | LMGTE Pro | 91 | Porsche GT Team           | Richard Lietz Frédéric Makowiecki                       | Porsche 911 RSR               | M    | 109 | +4 kör             |
| 12.      | LMGTE Pro | 91 | Porsche GT Team           | Richard Lietz Frédéric Makowiecki                       | Porsche 4.0 L Flat-6          | M    | 109 | +4 kör             |
| 13.      | LMP2      | 25 | CEFC Manor TRS Racing     | Roberto González Simon Trummer Vitalij Petrov           | Oreca 07                      | D    | 109 | +4 kör             |
| 13.      | LMP2      | 25 | CEFC Manor TRS Racing     | Roberto González Simon Trummer Vitalij Petrov           | Gibson GK428 4.2 L V8         | D    | 109 | +4 kör             |
| 14.      | LMGTE Pro | 92 | Porsche GT Team           | Michael Christensen Kévin Estre                         | Porsche 911 RSR               | M    | 109 | +4 kör             |
| 14.      | LMGTE Pro | 92 | Porsche GT Team           | Michael Christensen Kévin Estre                         | Porsche 4.0 L Flat-6          | M    | 109 | +4 kör             |
| 15.      | LMGTE Pro | 66 | Ford Chip Ganassi Team UK | Stefan Mücke Olivier Pla                                | Ford GT                       | M    | 109 | +4 kör             |
| 15.      | LMGTE Pro | 66 | Ford Chip Ganassi Team UK | Stefan Mücke Olivier Pla                                | Ford EcoBoost 3.5 L Turbo V6  | M    | 109 | +4 kör             |
| 16.      | LMGTE Pro | 71 | AF Corse                  | Davide Rigon Sam Bird                                   | Ferrari 488 GTE               | M    | 109 | +4 kör             |
| 16.      | LMGTE Pro | 71 | AF Corse                  | Davide Rigon Sam Bird                                   | Ferrari F154CB 3.9 L Turbo V8 | M    | 109 | +4 kör             |
| 17.      | LMGTE Pro | 97 | Aston Martin Racing       | Darren Turner Jonathan Adam                             | Aston Martin V8 Vantage GTE   | D    | 109 | +4 kör             |
| 17.      | LMGTE Pro | 97 | Aston Martin Racing       | Darren Turner Jonathan Adam                             | Aston Martin 4.5 L V8         | D    | 109 | +4 kör             |
| 18.      | LMGTE Pro | 95 | Aston Martin Racing       | Nicki Thiim Marco Sørensen                              | Aston Martin V8 Vantage GTE   | D    | 108 | +5 kör             |
| 18.      | LMGTE Pro | 95 | Aston Martin Racing       | Nicki Thiim Marco Sørensen                              | Aston Martin 4.5 L V8         | D    | 108 | +5 kör             |
| 19.      | LMGTE Am  | 54 | Spirit of Race            | Thomas Flohr Francesco Castellacci Miguel Molina        | Ferrari 488 GTE               | M    | 107 | +6 kör             |
| 19.      | LMGTE Am  | 54 | Spirit of Race            | Thomas Flohr Francesco Castellacci Miguel Molina        | Ferrari F154CB 3.9 L Turbo V8 | M    | 107 | +6 kör             |
| 20.      | LMGTE Am  | 61 | Clearwater Racing         | Weng Sun Mok Keita Sawa Matt Griffin                    | Ferrari 488 GTE               | M    | 107 | +6 kör             |
| 20.      | LMGTE Am  | 61 | Clearwater Racing         | Weng Sun Mok Keita Sawa Matt Griffin                    | Ferrari F154CB 3.9 L Turbo V8 | M    | 107 | +6 kör             |
| 21.      | LMGTE Am  | 77 | Dempsey-Proton Racing     | Christian Ried Matteo Cairoli Marvin Dienst             | Porsche 911 RSR               | D    | 107 | +6 kör             |
| 21.      | LMGTE Am  | 77 | Dempsey-Proton Racing     | Christian Ried Matteo Cairoli Marvin Dienst             | Porsche 4.0 L Flat-6          | D    | 107 | +6 kör             |
| 22.      | LMGTE Am  | 86 | Gulf Racing UK            | Mike Hedlund Ben Barker Nick Foster                     | Porsche 911 RSR               | D    | 106 | +7 kör             |
| 22.      | LMGTE Am  | 86 | Gulf Racing UK            | Mike Hedlund Ben Barker Nick Foster                     | Porsche 4.0 L Flat-6          | D    | 106 | +7 kör             |
| 23.      | LMGTE Am  | 98 | Aston Martin Racing       | Paul Dalla Lana Pedro Lamy Mathias Lauda                | Aston Martin V8 Vantage GTE   | D    | 105 | +8 kör             |
| 23.      | LMGTE Am  | 98 | Aston Martin Racing       | Paul Dalla Lana Pedro Lamy Mathias Lauda                | Aston Martin 4.5 L V8         | D    | 105 | +8 kör             |
| 24.      | LMGTE Pro | 67 | Ford Chip Ganassi Team UK | Andy Priaulx Harry Tincknell                            | Ford GT                       | M    | 96  | +17 kör            |
| 24.      | LMGTE Pro | 67 | Ford Chip Ganassi Team UK | Andy Priaulx Harry Tincknell                            | Ford EcoBoost 3.5 L Turbo V6  | M    | 96  | +17 kör            |
| Ki       | LMP2      | 37 | Jackie Chan DC Racing     | David Cheng Alex Brundle Tristan Gommendy               | Oreca 07                      | D    | 52  |                    |
| Ki       | LMP2      | 37 | Jackie Chan DC Racing     | David Cheng Alex Brundle Tristan Gommendy               | Gibson GK428 4.2 L V8         | D    | 52  |                    |
| Kiz      | LMP2      | 13 | Vaillante Rebellion       | Mathias Beche David Heinemeier Hansson Nelson Piquet Jr | Oreca 07                      | D    | 85  |                    |
| Kiz      | LMP2      | 13 | Vaillante Rebellion       | Mathias Beche David Heinemeier Hansson Nelson Piquet Jr | Gibson GK428 4.2 L V8         | D    | 85  |                    |

## A világbajnokság állása a versenyt követően
LMP (Teljes táblázat)
| H  | Versenyzők                                | Pont | H  | Konstruktőrök | Pont  |
| -- | ----------------------------------------- | ---- | -- | ------------- | ----- |
| 1. | Timo Bernhard Earl Bamber Brendon Hartley | 172  | 1. | Porsche       | 270   |
| 2. | Sébastien Buemi Nakadzsima Kazuki         | 133  | 2. | Toyota        | 211,5 |
| 3. | Anthony Davidson                          | 118  | 3. | '             |       |
| 4. | Neel Jani Nick Tandy André Lotterer       | 98   |    |               |       |
| 5. | Mike Conway Kobajasi Kamui                | 78,5 |    |               |       |

GT (Teljes táblázat)
| H  | Versenyzők                         | Pont  | H  | Konstruktőrök | Pont  |
| -- | ---------------------------------- | ----- | -- | ------------- | ----- |
| 1. | James Calado Alessandro Pier Guidi | 120   | 1. | Ferrari       | 238   |
| 2. | Richard Lietz Frédéric Makowiecki  | 115   | 2. | Porsche       | 190   |
| 3. | Davide Rigon                       | 105,5 | 3. | Aston Martin  | 176   |
| 4. | Sam Bird                           | 105   | 4. | Ford          | 175,5 |
| 5. | Andy Priaulx Harry Tincknell       | 102,5 |    |               |       |

LMP2 (Teljes táblázat)
| H  | Versenyzők                               | Pont | H  | Konstruktőrök           | Pont |
| -- | ---------------------------------------- | ---- | -- | ----------------------- | ---- |
| 1. | Ho-Pin Tung Oliver Jarvis Thomas Laurent | 145  | 1. | Jackie Chan DC Racing   | 145  |
| 2. | Julien Canal Bruno Senna                 | 135  | 2. | Vaillante Rebellion     | 135  |
| 3. | Gustavo Menezes                          | 120  | 3. | Signatech Alpine Matmut | 120  |
| 4. | Nicolas Prost                            | 117  | 4. | CEFC Manor TRS Racing   | 73   |
| 5. | André Negrão                             | 101  | 5. | G-Drive Racing          | 70   |

LMGTE Am (Teljes táblázat)
| H  | Versenyzők                                  | Pont | H  | Konstruktőrök         | Pont |
| -- | ------------------------------------------- | ---- | -- | --------------------- | ---- |
| 1. | Christian Ried Matteo Cairoli Marvin Dienst | 141  | 1. | Clearwater Racing     | 149  |
| 2. | Paul Dalla Lana Pedro Lamy Mathias Lauda    | 140  | 2. | Dempsey-Proton Racing | 147  |
| 3. | Weng Sun Mok Sava Kejta Matt Griffin        | 135  | 3. | Aston Martin Racing   | 146  |
| 4. | Thomas Flohr Francesco Castellacci          | 94   | 4. | Spirit of Race        | 102  |
| 5. | Miguel Molina                               | 82   | 5. | Gulf Racing           | 73   |